# 2955 Newburn
A 2955 Newburn (ideiglenes jelöléssel 1982 BX1) a Naprendszer kisbolygóövében található aszteroida. Edward L. G. Bowell fedezte fel 1982. január 30-án.